# مانويل توريس فيليكس
مانويل توريس فيليكس (بالإسبانية: Manuel Torres Félix)‏ هو مهرب مخدرات مكسيكي، ولد في 28 فبراير 1958 في Cosalá ‏ في المكسيك، وتوفي في 13 أكتوبر 2012 في كولياكان في المكسيك.